# Серхетабад
Серхетаба́д (туркм. Serhetabat; до 1999 года — Ку́шка, туркм. Guşgy — Гушгы) — город на юге Марыйского велаята Туркменистана, на реке Кушке в 4 км от границы с Афганистаном. Административный центр Серхетабадского этрапа. Население на 2016 год составляло более 15 тысяч жителей.
Кушка основана в 1890 году как военная крепость Кушка, название дано по имени реки. Статус города получен в 1967 году в составе СССР. Кушка являлась самым южным населённым пунктом Российской империи, а затем Туркменской ССР и всего СССР. В настоящее время Серхетабад — самый южный населённый пункт Туркменистана, Средней Азии и всего постсоветского пространства.

## История

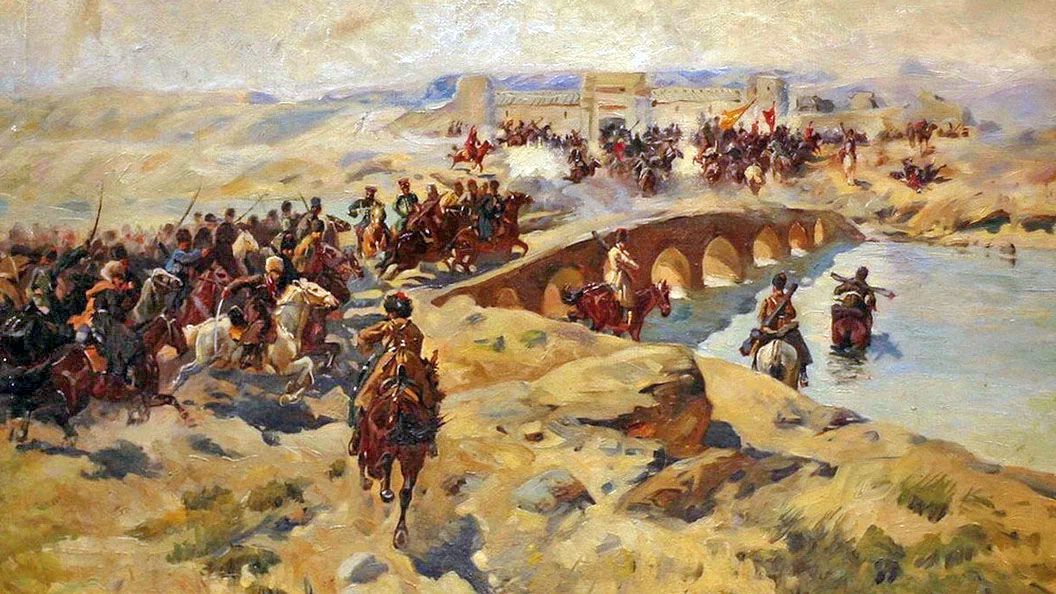
Ф. Рубо. Бой на Кушке рисунок из статьи «Кушка» «Военная энциклопедия Сытина»)

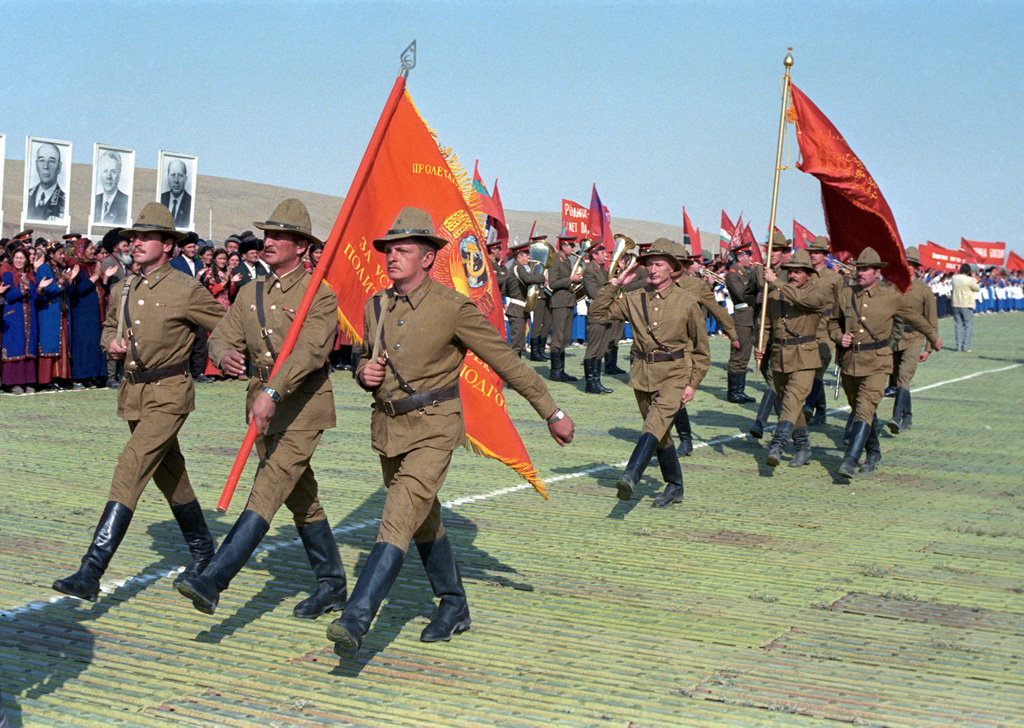
Советские солдаты возвращаются из Афганистана. 20 октября 1986 года, Кушка, Туркменская ССР

Долина реки Кушка вошла в состав Российской империи в результате боя на Кушке (1885). Нынешнее поселение возникло в 1890 году как крепость Кушка.
В 1900 году к Кушке была подведена железнодорожная ветка (открыта в 1901 году) от станции Мерв. Позднее, в советское время, она была продолжена до афганского города Торагунди. От станции «Кушка» прицепной купейный вагон шёл в Москву, а прицепной плацкартный вагон — в Ташкент.
Посёлок Кушка до 1967 года был военным гарнизоном, обеспечение его осуществлялось напрямую из Москвы, Ташкента и Ашхабада. Действовал приграничный пропускной режим. В 1967 году Кушка приобрела статус города. Входила в состав Тахта-Базарского района Марыйской области Туркменской ССР.
В 1977 восстановлен Кушкинский район. В Кушке был организован районный центр со всеми административными, хозяйственными и партийными органами.
В ночь с 27 на 28 декабря 1979 года из Кушки в Афганистан вторглась 5-я гвардейская мотострелковая дивизия. В 1980 году в Кушке разместилась 1468-я перевалочная база КТуркВО, снабжавшая 40-ю армию, находившуюся в Афганистане.
В 1999 году парламент Туркменистана переименовал Кушку в Серхетабад.

## География
Расположен в долине реки на автомобильной дороге Мары — Кандагар (Афганистан). Конечная станция железной дороги Мары — Серхетабад. Поблизости находится Бадхызский заповедник. Вблизи Кушки находилась самая южная точка Российской империи и впоследствии СССР. В связи с этим существовала армейская офицерская поговорка: «Меньше взвода не дадут, дальше Кушки не пошлют». Во время войны в Афганистане многие военнослужащие, отправляемые в зону боевых действий, проходили акклиматизацию на Кушке, так как климатические условия города достаточно близки к климату Афганистана. Также существовала и такая поговорка: «Есть на свете три дыры — Термез, Кушка и Мары, есть четвертая дыра — под названием ДРА».
С юго-западной, южной и юго-восточной сторон город в пределах менее десяти километров окружает государственная граница между Туркменистаном и Афганистаном.

## Население
По состоянию на 2016 год, общая численность населения Серхетабада составляла более 15 тысяч жителей. Основную часть населения составляют туркмены и афганцы. Также в городе проживают русские, татары, узбеки и ещё несколько других национальностей. В религиозном составе большинством являются мусульмане-сунниты. Также среди населения города имеются христиане, в основном православные, а также небольшое количество мусульман-шиитов и бахаи.
| Год             | 1959 | 1970 | 1989 | 2009   | 2016         |
| --------------- | ---- | ---- | ---- | ------ | ------------ |
| Население (чел) | 4649 | 4929 | 4834 | 14 940 | более 15 000 |

## Климат
Климат субтропический внутриконтинентальный. Летом осадки практически отсутствуют, основная их масса выпадает в период с ноября по май. Зимой иногда бывают заморозки и снег. В суровые зимы возможны сильные морозы.
Главной особенностью климата Серхетабада является большая разница температур в один и тот же день в разные года. Она может достигать 30-35 градусов и выше.
- Среднегодовая температура — +16,1 °C
- Среднегодовая скорость ветра — 2,3 м/с
- Среднегодовая влажность воздуха — 52 %

| Показатель                    | Янв.  | Фев.  | Март  | Апр. | Май  | Июнь | Июль | Авг. | Сен. | Окт.  | Нояб. | Дек.  | Год   |
| ----------------------------- | ----- | ----- | ----- | ---- | ---- | ---- | ---- | ---- | ---- | ----- | ----- | ----- | ----- |
| Абсолютный максимум, °C       | 27,1  | 31    | 34,5  | 37,8 | 42,3 | 47,6 | 45,3 | 43,5 | 43,4 | 38,6  | 33,2  | 31,5  | 47,6  |
| Средний суточный максимум, °C | 9,5   | 11,6  | 17    | 23,6 | 30   | 35,1 | 37   | 35,5 | 30,3 | 24,2  | 18,3  | 12    | 23,7  |
| Средняя температура, °C       | 3,6   | 5,4   | 10,4  | 16,3 | 21,9 | 27,1 | 29,3 | 27,4 | 21,2 | 14,9  | 9,9   | 5,5   | 16,1  |
| Средний суточный минимум, °C  | −0,8  | 0,6   | 5,1   | 9,7  | 13,8 | 17,8 | 19,8 | 17,7 | 12   | 6,7   | 3,6   | 0,8   | 8,9   |
| Абсолютный минимум, °C        | −33,8 | −27,7 | −19,6 | −5,5 | −0,8 | 4,1  | 9,7  | 5,5  | −3,7 | −10,5 | −19,3 | −27,1 | −33,8 |
| Норма осадков, мм             | 56    | 62    | 89    | 44   | 15   | 0    | 0    | 0    | 1    | 5     | 15    | 46    | 333   |
| Источник: Погода и климат     |       |       |       |      |      |      |      |      |      |       |       |       |       |

## Экономика
В городе действовала мельница, работали хлебзавод, больница, музей. Кушкинский военный гарнизон состоял из военнослужащих танковых, мотострелковых и войск связи. По железной дороге в город доставлялись горюче-смазочные материалы, боеприпасы и продовольствие, которые хранились на складах в городе и в близлежащих посёлках. В пригородном посёлке Моргуновка действовал военный аэродром. В 2017 году подписано туркмено-афганское соглашение о строительстве новой железной дороги на участке Серхетабад—Торгунди  (Афганистан).

## Достопримечательности

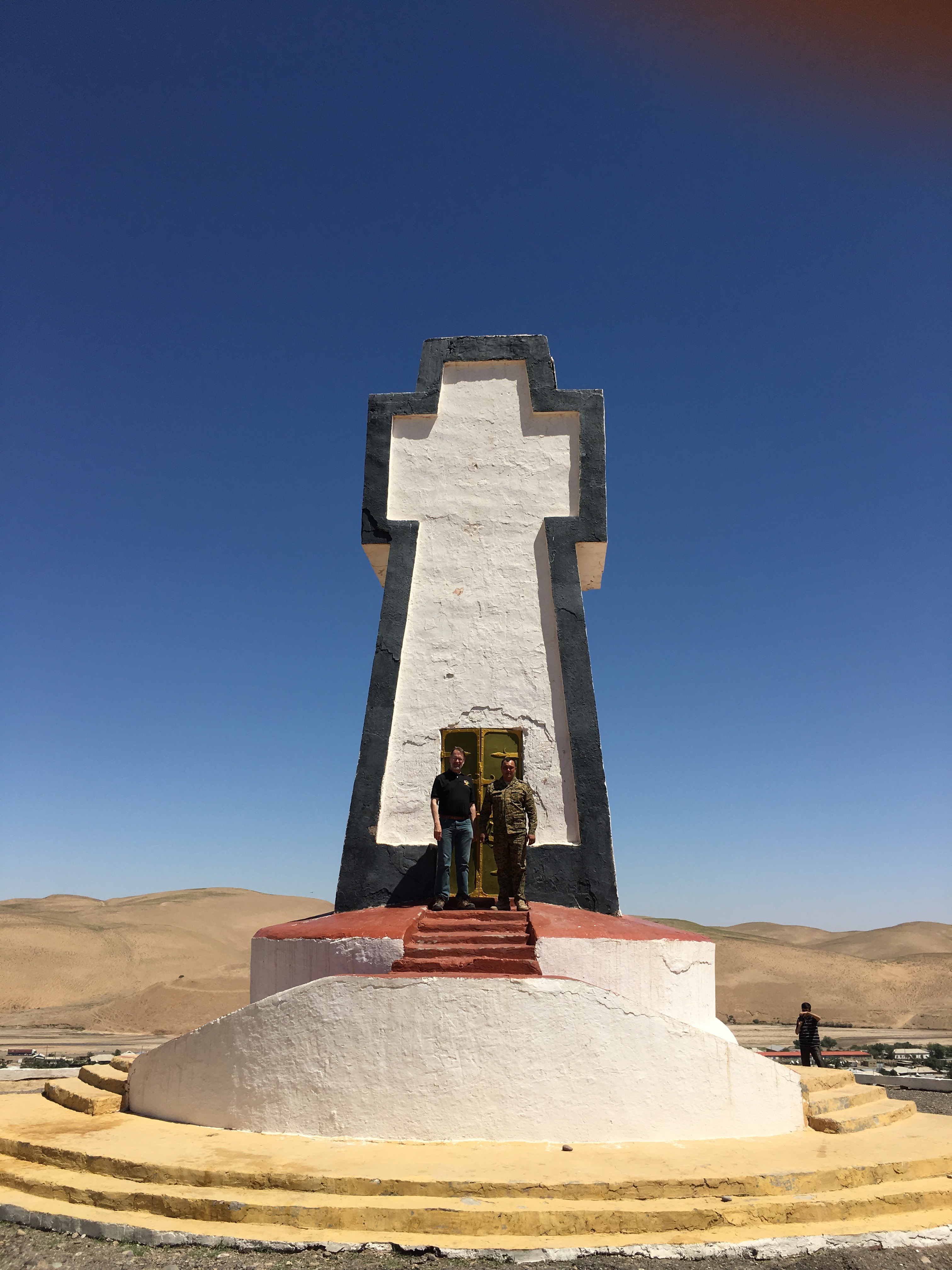
Монумент «Южный крест» — самая южная точка Российской Империи.

На одной из самых высоких сопок стоит 10-метровый каменный крест, обозначавший крайнюю южную точку Российской империи, установлен к 300-летию дома Романовых на пожертвования военнослужащих Кушкинского гарнизона; позднейшие упоминания о будто бы задуманных для трёх других крайних точек империи аналогичных монументах сугубо легендарны. На противоположной сопке находится памятник советскому солдату-освободителю высотой 16 метров. Сооружён в 1963 году.
Одноэтажный железнодорожный вокзал. Был построен в 1900 году.

## Топографические карты
- Лист карты I-41-IX. Масштаб: 1 : 200 000. Указать дату выпуска/состояния местности.